# Avery Adrian Morton
Avery Adrian Morton (* 27. November 1892 in St. Lawrence, South Dakota; † 1987) war ein US-amerikanischer Chemiker und Professor für Organische Chemie am Massachusetts Institute of Technology.
Morton studierte Chemie am Cotner College in Lincoln, Nebraska, an der University of Chicago und der Harvard University. Nach seinem Militärdienst promovierte Morton 1924 mit der Arbeit A study of the rate of reaction between diphenyl-chlor-methane and ethyl alcohol bei James F. Norris am Massachusetts Institute of Technology. Am MIT wurde Morton nach der Promotion direkt eine Stellung angeboten. Er wendete er sich der Organometallchemie zu und entwickelte Methoden, um Natrium-organische Verbindungen zu synthetisieren, woran Karl Ziegler zum Beispiel zunächst gescheitert war. Morton entwickelte wichtige Gerätschaften, darunter Rührgeräte mit hohen Drehzahlen und die Morton Flask, eine Flasche mit drei Hälsen und großer Innenfläche, mit der natriumorganische Verbindungen erst hergestellt werden konnten. Sein Werk Laboratory Techniques in Organic Chemistry wurde viel zitiert.
1936 wurde Morton als Mitglied in die American Academy of Arts and Sciences gewählt, 1958 als Fellow in die American Association for the Advancement of Science.
Zu seinen Schülern gehörten Robert B. Woodward, Henry Rapoport und Robert L. Letsinger.